# رومان مان
رومان مان (بالبولندية: Roman Mann)‏ هو مصمم الإنتاج ورسام ومهندس معماري بولندي، ولد في 19 أكتوبر 1911 في لفيف في أوكرانيا، وتوفي في 11 مارس 1960 في زكوبن في بولندا.

## وصلات خارجية
- رومان مان على موقع IMDb (الإنجليزية)
- رومان مان على موقع أول موفي (الإنجليزية)
- رومان مان على موقع قاعدة بيانات الأفلام السويدية (السويدية)
- رومان مان على موقع قاعدة بيانات الفيلم (الإنجليزية)
- رومان مان على موقع كينوبويسك (الروسية)